# Microrregión del Bajo Pantanal
La microrregión del Bajo Pantanal es una de las microrregiones del estado brasileño de Mato Grosso del Sur perteneciente a la mesorregión de los Pantanais Sul-Mato-Grossenses. Su población, según el Censo IBGE en 2010, es de 138.794 habitantes y está dividida en 3 municipios. Posee un área de 83.038,297 km².

## Municipios
- Corumbá;
- Ladário;
- Puerto Murtinho.

- Datos: Q604790